# Río Strumica
El río Strumica (macedonio y búlgaro Струмица; también transliterado como Strumitsa o Strumitza) o Strumeshnitsa (búlgaro, Струмешница) es un río en Macedonia del Norte y Bulgaria. Atraviesa la ciudad de Strumica y desemboca en el río Estrimón.
El Strumica nace en la montaña Plačkovica en el municipio de Radoviš en Macedonia del Norte, corriendo hacia el sur en un hondo valle y luego conocido como el Stara Reka. Luego entra en el valle de Radoviš y atraviesa la ciudad epónima de Radoviš. Más tarde el Strumica fluye hacia el sureste a través del valle de Strumica (municipios de Vasilevo, Strumica y Novo Selo), pasando por la ciudad de Strumica y volviéndose hacia el este para entrar en Bulgaria al sur de Zlatarevo. Un amplio valle con meandros sigue hasta que el río desemboca en el Estrimón como un afluente por la derecha al noreste de Mitino, no lejos de Rupite.
El río tiene una longitud total de 114 km, de los cuales 81 km están en Macedonia del Norte y 33 km en Bulgaria. Es el afluente más largo del Estrimón.